# المهريين (كاف الغار)
المهريين هي إحدى مشيخات المملكة المغربية، تتبع جغرافيا لإقليم تازة وإداريًا لكاف الغار. يقدر عدد سكانها بـ 2534 نسمة حسب الإحصاء الرسمي للسكان والسكنى لسنة 2004.